# باولو سيرجيو (لاعب كرة قدم مواليد 1989)
باولو سيرجيو لويز دي سوزا، لاعب كرة قدم برازيلي.
لعب لعدة أندية برازيلية أبرزها نادي فلامنغو ولعب في الإمارات في نادي دبي واحترف في كوريا الجنوبية ولعب في السعودية مع القادسية.
يلعب حالياً لصالح المريخ في الدوري السوداني الممتاز.

## روابط خارجية
- باولو سيرجيو لويز دي سوزا على موقع دوري كوريا الجنوبية (الإنجليزية)
- باولو سيرجيو لويز دي سوزا على موقع قاعدة بيانات كرة القدم.إي يو (الإنجليزية)
- باولو سيرجيو لويز دي سوزا على موقع Soccerway.com (الإنجليزية)
- باولو سيرجيو لويز دي سوزا